# Ivanna Aguilera
Ivanna Aguilera (Rosario, 30 de octubre de 1963) es una militante trans por los derechos humanos argentina, cofundadora de la primera organización de diversidad sexual en Córdoba, Asociación Contra la Discriminación Homosexual (ACoDHo). Es expresa política y sobreviviente del terrorismo de Estado durante la última dictadura cívico-militar. Desde 2019, está a cargo del Área Trans, Travesti y No Binarie de la Facultad de Filosofía y Humanidades de la Universidad Nacional de Córdoba. Con este nombramiento, se convirtió en la primera funcionaria trans en el ámbito universitario de la provincia de Córdoba.

## Biografía
Nació en Rosario, Santa Fe, en 1963. Quedó huérfana a sus 4 años y se crio junto a sus cinco hermanos. A los 9 años se encontró por primera vez cuestionada su identidad de género cuando fue expulsada de la escuela primaria por la «inmoralidad» que ésta significaba.
En 1976, a los 13 años, fue detenida por militares en el Batallón de Comunicaciones 121 de Rosario, donde sufrió torturas y violencia sexual. Luego de esa primera detención, durante el período dictatorial fue aprehendida en otras oportunidades, sufriendo las mismas torturas y violencias.
Se trasladó a Córdoba en 1984, donde reside hasta la actualidad.
Décadas más tarde, entre 2018 y 2020, testificó en la Fiscalía General, bajo la defensa de Ana Pipi Oberlin, en el marco del Juicio FECED III. A partir de ese juicio, los delitos sexuales fueron considerados de lesa humanidad, y pudieron visibilizar su caso y los de otras personas que atravesaron la misma situación. Ana 'Pipi' Oberlin es abogada y querellante en representación de las organizaciones de derechos humanos en distintos juicios por violaciones a los derechos humanos que se realizan.
Las persecuciones que sufrió Ivanna Aguilera también tuvieron lugar en gobiernos democráticos. El 29 de marzo de 2021 mientras viajaba en taxi hacia su casa la policía detuvo el móvil y la demoró durante más de tres horas con el motivo de una orden de detención argumentando que no llevaba vestimenta supuestamente acorde al género. Este hecho fue repudiado por la irregularidad que representa un hecho de estas características en democracia.
A partir de estos hechos, Aguilera forjó sus reivindicaciones sobre los derechos de las poblaciones trans-travestis en la provincia de Córdoba y en Argentina construyendo una trayectoria como militante, particularmente en el ámbito universitario.

## Trayectoria
Ivanna Aguilera comenzó su militancia en el año 1990 cofundando la Asociación Contra la Discriminación Homosexual (ACoDHo).
La intención de organizarse surge por el reconocimiento entre compañeras del modo en que era tratada la comunidad LGTBQ+, aún estando en democracia. El hito que marca ACoDHo es en 1989, en un boliche llamado Planta Baja, cerca del Mercado Norte de la Ciudad de Córdoba (se trata de una zona asimilable a lo que suele nombrarse como «zona roja»). El dueño era Eugenio Cessano y era el único espacio bailable que recibía a personas trans. Una noche hubo una detención masiva en ese lugar, una razzia, donde se llevaron detenidas a 150 personas, incluyendo a los propietarios. En el transcurso de la noche se liberaron a la mayoría de las personas y solo dejaron detenidas personas trans travestis y a los dueños del local, a quienes acusaron de «facilitación a la prostitución». Las detenidas apelaron, pero no contaban con abogados que las defendieran o que quisieran hacerlo por cifras razonables de dinero. Fueron más de cuarenta personas trans travestis detenidas que finalmente fueron a juicio, el que fue conocido como «juicio de las travestis», en la época del gobernador Eduardo Angeloz. Fueron penalizadas con 30 días de arresto junto a los dueños del local. Estando detenidas empezó a circular la idea de que eso no podía suceder más: entendieron entonces la necesidad de reunirse, de reclamar. A partir de ese hecho se organizan en la agrupación que luego se denominó ACoDHo.
A principios de la década de 1990 se capacitó en materia de Derechos Humanos en CORREPI en Buenos Aires. También participó en programas vinculados a la prevención de VIH/sida en el Hospital Rawson, referencia en infectología en la provincia de Córdoba.
Desde 1995 integra Flores Diversas, una asociación civil sin fines de lucro de personas travesti -trans de Córdoba.
En 1997 estudió promoción de la salud en la Asociación de Travestis Unidas de Córdoba (ATUC). En ese mismo año, comenzó su militancia en el ámbito universitario, organizando junto a estudiantes el tercer Encuentro Nacional LGTBIQ en la Facultad de Filosofía y Humanidades de la UNC.
Fue referente por Córdoba de la Asociación de Travestis Transexuales y Transgénero de Argentina (ATTTA) entre 2012 y 2014. Desde 2012 hasta 2019 militó en Devenir Diverse. También formó parte de la Convocatoria Trans y Travesti de la República Argentina. A partir de su participación en esos espacios, levantó las banderas de la inclusión laboral y el derecho a la salud para la comunidad trans-travesti y llevó adelante la lucha por las leyes de matrimonio igualitario e identidad de género.
Desde 2015, trabajó por los derechos y la inclusión de las personas Travesti Trans y No Binaries en la Facultad de Filosofía y Humanidades de la UNC, en conjunto con la agrupación Estudiantes al Frente, conducción del Centro de Estudiantes. El trabajo se enfocó en el otorgamiento de becas dirigidas a la comunidad trans, la Campaña Nacional por la Inclusión Laboral Trans y Travesti y la creación de la Cantina de Inclusión Laboral Trans y Travesti que brindó puestos de trabajo y oportunidades laborales para estudiantes travesti trans.
A partir del precedente del Juicio FECED III comenzó junto a otras 11 compañeras un trabajo de visibilización de los modos específicos de persecución y violencia de personas travesti trans. Esto implicó también convocar a compañeras sobrevivientes, y llegaron a contactarse con búsquedas similares respecto a personas detenidas en Pozo de Banfield, Buenos Aires.
Luego de la última dictadura militar en Argentina, cuando se conforma la CONADEP, dentro de los primeros 10 000 reclamos de familiares se encuentran con que hay 400 reclamos donde refieren a familiares detenidos desaparecidos por «homosexuales», englobando allí muchas identidades que en ese momento no tenían descripciones específicas. Ivanna Aguilera llevó adelante el reclamo por esas personas, junto a compañeros y militancias que enarbolan la consigna por los 30 400, un número simbólico de llamado de atención. Es una cifra que pretende visibilizar esa causa de detención y/o desaparición por la fuerza.

### Área Trans Travesti y No Binarie
Desde 2019, dirige el área Trans Travestis y No Binaries de la Facultad de Filosofía y Humanidades de la Universidad Nacional de Córdoba, convirtiéndose en la primera funcionaria trans en el ámbito universitario de la Provincia de Córdoba.
Uno de los proyectos destacados impulsados desde este espacio fue la creación y el sostenimiento de la Cantina Trans de inclusión laboral para personas travestis y trans en la Facultad de Filosofía y Humanidades de la Universidad Nacional de Córdoba. Continuó activa incluso en pandemia, período en el cual también se organizó una campaña de entrega de alimentos destinada a quienes dependían de la Cantina. Luego, se replicó la experiencia en la Facultad de Ciencias de la Comunicación de la misma universidad.
En 2019, el Área comenzó a realizar el festival Travapalooza en articulación con diversas organizaciones como Flores Diversas, ContrataTRANS y la productora En Trans-e Producciones, junto a la asociación civil RAJAP y el programa de radio Territorio Diversidad. El evento tiene como objetivo la visibilización de la población travesti, trans y no binarie, desde la celebración, el encuentro y el disfrute.
En 2023 desde ese espacio se llevó adelante el primer relevamiento titulado «Población Travesti, Trans, No Binarie e Intersex. ¿Cuántxs somos lxs que estamos? Y lxs que estamos, ¿Cómo estamos?».  El informe, elaborado en conjunto con el Área de Formación en Género y Sexualidades y la Secretaría de Asuntos Estudiantiles de la FFyH, aportó datos sobre las condiciones de vida y trayectorias educativas de la población travesti, trans y no binarie de la Facultad, pero también de la UNC.  